# Catedral basílica de Santa Ana (Coro)
La Catedral Basílica Menor de Santa Ana o simplemente Catedral de Coro es un edificio religioso afiliado a la iglesia católica situado en Coro, Venezuela. El 21 de julio de 1531 el papa Clemente VII creó la Diócesis de Coro.

## Historia
La construcción de la Catedral fue iniciada en 1531, y no se sabe quién trazó sobre el terreno la planta de 3 naves. Se conoce que entre 1608 y 1615, Francisco Ramírez, participó en la construcción de la cúpula y dos bóvedas laterales. Bartolomé de Nevada se hace cargo de la obra en 1615 y su rol es fundamental en la continuidad de la obra y en el desenlace de su construcción.  La torre de la Catedral se encontraba en pie desde 1620, y se cree que la construcción de la obra en completo fue culminada en 1634, es decir casi 50 años después de haber tomado la decisión de iniciar la obra.
La Catedral fue, entre todas las edificaciones construidas antes de 1713, la más importante ya que sentó precedente en las características arquitectónicas para la construcción de las Iglesias del resto del país y del continente. El 21 de julio de 1531 el papa Clemente VII creó la Diócesis de Coro.
La Catedral basílica de Santa Ana (Coro) Primada Venezuela, fue elevada a basílica menor por su santidad Pablo VI el día 26 de julio de 1977.
Parece increíble pero la Catedral de Coro no fue incluida en la lista de Patrimonio Mundiales por haber sufrido modificaciones que fueron analizadas por personal de experticia de la UNESCO, siendo esta uno de los Monumentos más importantes de Coro. Algunas de las modificaciones fueron realizadas en 1928. Sin embargo la Catedral recobró su aspecto original a raíz de restauraciones llevadas a cabo en 1958.
Desde el Año 2003 los restos de Excmo Mons Francisco José Iturriza reposan en la Catedral Basílica Menor de Santa Ana de Coro.
De cualquier forma reconocida o no como Patrimonio Mundial, la Catedral de Coro es uno de los Monumentos más importantes y de gran significado para la Ciudad de Coro.

## Datos de interés
- Actual arzobispo: Excmo. Mons. Víctor Hugo Basabe
- Dirección: Calle Ampíes con Paseo Talavera con Calle Ciencias